# OLDROSE (Aqua Timezの曲)
『OLDROSE』（オールドローズ）は、Aqua Timezの楽曲であり、11作目の配信限定シングル。
2025年3月22日に配信された。

## 概要
前作「深呼吸の理由」より約1ヶ月ぶりとなる配信シングル。
ボーカル・太志が「BLEACH」のために書き下ろした新曲となっており、アニメ「BLEACH」とAqua Timezの20周年を記念したスペシャルミュージックビデオでは歴代のオープニングやエンディングのオマージュカットや実写映像がちりばめられている。
Aqua Timezは「20周年を迎えたTVアニメ『BLEACH』に運命を感じ新しく楽曲を作ったところ先生に届けていただき、また、こうして大好きな作品とコラボができること、とても嬉しく大変光栄です」とコメント。

## 収録曲
1. OLDROSE [4:36]